# Лесовая, Инна Вольфовна
И́нна Во́льфовна Лесова́я (дев. фамилия Муллер; род. 19 июля 1947 год, Киев, УССР, СССР) — украинская художница и писательница еврейского происхождения.

## Биография
Родилась в Киеве 19 июля 1947 года в еврейской семье.
Окончила школу № 135 города Киева, художественную студию Наума Осиповича Осташинского, Факультет графики Московского полиграфического института.

### Творчество
После окончания школы более 20 лет работала мастером-кукольником, детские игрушки её авторства имели широкое распространение на Украине. Кроме того занималась живописью, её персональные выставки проходили в Киеве, Москве, Иерусалиме.
С 1990 года серьёзно занимается литературным творчеством. С 1992 года в журнале «Время и мы» (Нью-Йорк) в течение нескольких лет были напечатаны 12 её повестей. Кроме того проза Лесовой появляется в журналах и альманахах «Егупец», «Радуга», «Collegium», «HOMO», «Новый век», «Зарубежные записки», «Крещатик», «Роман-газета», «URBI». Её стихи вошли в антологии «Киев. Русская поэзия. XX век» (2003) и «Киевская Русь: Современная русская поэзия Украины» (Германия, 2003).
| Год  | Тип              | Название                |
| ---- | ---------------- | ----------------------- |
| 2003 | сборник повестей | «Дама сдавала в багаж…» |
| 2006 | сборник повестей | «Пасьянс "Четыре дамы"» |
| 2008 | роман            | «Бессарабский романс»   |
| 2010 | сборник стихов   | «На асфальтовом берегу» |
| 2019 | сборник повестей | «Последний подарок»     |

- Аудиокнига по повести Инны Лесовой «КРАСНАЯ РУКА» Издательство аудиокниг «Творящее слово», Иерусалим 2019

Неоднократно приглашалась в программу Игоря Померанцева «Поверх барьеров» на радио «Свобода».

### Личная жизнь
В 1974 году вышла замуж за Арнольда Лесового, математика и лингвиста. В 1976 году родился сын Максим. В настоящее время сын со своими тремя детьми эмигрировал в Израиль.